# Stevia serrata
Stevia serrata es una especie de planta de la familia Asteraceae, nativa de América.

## Descripción
Es una planta herbácea perenne, erecta. Puede alcanzar hasta 80 cm de alto. El tallo por lo general sin ramificarse debajo de la inflorescencia, pubérulo (con pelos finos) a densamente piloso o viloso. Las hojas son alternas, a menudo proliferando en las axilas, sésiles o subsésiles, lineares a oblanceoladas, lanceoladas o elípticas, de 0.8 a 6.5 cm de largo, de 0.8 a 20 mm de ancho, agudas a redondeadas en el ápice, margen entero a aserrado, base cuneada, con o sin pelos o cortamente pilosas, con gotitas de exudado resinoso, a menudo conduplicadas (dobladas a lo largo de su nervio medio, con el haz hacia dentro).
Las inflorescencias son Cabezuelas agrupadas en un corimbo terminal bracteado, pediceladas. Las flores o cabezuela son cabezuelas formada por 5 pequeñas flores sésiles dispuestas sobre un receptáculo plano que no presenta brácteas (páleas) sobre él, es decir desnudo, el conjunto de flores está rodeado por fuera por 5 (raramente 6) brácteas que constituyen el involucro, estas brácteas son oblongas o lineares, de 3 a 6 mm de largo, obtusas a acuminadas en el ápice, puberulas a pilosas. Flores todas bisexuales; la corola de 4 a 7 mm de largo, es un tubo que hacia el ápice se divide en 5 lóbulos patentes, de color blanco, con pelillos, con gotitas de exudado resinoso sobre la superficie; los estambres alternos con los lóbulos de la corola, sus filamentos libres e insertos sobre el tubo de la corola, las anteras soldadas entre sí formando un tubo alrededor del estilo, con un apéndice en el ápice y la base obtusa; ovario ínfero.
Los frutos y semillas: El fruto es seco y no se abre (indehiscente), contiene una sola semilla, se le conoce como aquenio. Estos tienen forma de prisma con la parte más amplia en la base (prismático), con 4 o 5 costillas, miden de 2.5 a 4.5 mm de largo, con pelillos en la superficie (principalmente hacia el ápice), en el ápice del fruto se presenta una estructura llamada vilano que consiste de 3 a 5 filamentos rectos y rígidos (aristas) de 4 a 5 mm de largo que alternan con escamas de hasta 0.7 mm de largo; sin embargo uno de los 5 aquenios de cada cabezuela se encuentra desprovisto de aristas (o raramente 1) y solo presenta las escamas; raramente ocurre que los 5 aquenios de cada cabezuela presentan el vilano igual o bien todos diferente. La raíz: Con una base rizomatosa de la que nacen numerosas raíces.

## Distribución
Es nativa de los siguientes países: Colombia, Ecuador, Estados Unidos en (Arizona, Nuevo México y Texas) , Guatemala, Honduras, México y Venezuela.

## Importancia económica y cultural
Se usa como medicinal para malestares intestinales. Las hojas tienen un sabor dulce y pueden ser usadas como endulzante. Se usan como catalizadores en el proceso de fermentación de 'tesguino', una bebida alcohólica tipo lodo hecha de semillas de maíz germinadas o jugo de tallo de maíz.

## Nombres comunes
- Burrillo, chile burro, chipatoria. cola de borrego, tlasivaca.[1][2]